# Mahlon DeLong
Mahlon R. DeLong é um neurologista estadunidense. É professor da Escola de Medicina da Universidade Emory.
É pesquisador de sucesso em investigações sobre o tratamento da doença de Parkinson, distonia, tremor e outras desordens do movimento neurológico.
DeLong estudou na Harvard Medical School (MA 1966), completou o estágio no Boston City Hospital e a residência médica no Johns Hopkins Hospital em Baltimore. Doutor em Medicina (MD) em 1976. 
Recebeu em 2014 o Breakthrough Prize in Life Sciences por definir os circuitos interconectores no cérebro que afetam a doença de Parkinson.